# Munasterio 'e Santa Chiara/'O destino
Munasterio 'e Santa Chiara/'O destino è un 45 giri della cantante italiana Iva Zanicchi, pubblicato nel 1977.
Munasterio 'e Santa Chiara è una canzone presentata alla Piedigrotta La Canzonetta 1945 e che ebbe come primo interprete Vittorio De Sica. In Piedigrotta fu cantata da Ettore Fiorgenti.
Entrambi i brani sono inseriti all'interno dell'album Cara Napoli, pubblicato nel dicembre 1976.

## Tracce
Lato A
- Munasterio 'e Santa Chiara - 4:35 - (Alberto Barberis - Michele Galdieri)

Lato B
- 'O destino - 4:57 - (Tullio De Piscopo - S. Palumbo)